# Sublime Text
Sublime Textはプロプライエタリのクロスプラットフォームテキストエディタである。
Pythonアプリケーションプログラミングインタフェース（API）を備え、多くのプログラミング言語やマークアップ言語をネイティブにサポートしている。また、一般的にコミュニティーによって作成され、自由ソフトウェアライセンスのもとに公開されるプラグインを導入することで機能を拡張することができる。

## 特徴
Sublime Textには以下のような特徴がある。
- "Goto Anything" 望みのファイルや記号、行にすばやく移動できる。
- "Command palette"は任意のコマンドをキーボードからすばやく起動するために整合マッチングを使用する。
- 同時編集：複数の選択範囲に対話的に同じ変更を同時に行う。
- PythonベースのプラグインAPIを持つ。
- プロジェクトごとに固有の設定をすることができる。
- JSON形式の設定ファイルを使用し、プロジェクトやプラットフォームごとに多様な設定のカスタマイズが可能。
- クロスプラットフォームである（Windows, macOS, Linux）。
- en:TextMateの多くの言語の文法の互換性がある。

## インターフェース
テーマ
Sublime Textには22のビジュアルテーマが内蔵されている。また、テーマをダウンロードして追加したり、サードパーティーのプラグインを使用してテーマをカスタマイズすることもできる。
ミニマップ機能では、画面の右上隅にファイル全体の概形が表示され、メインエディタに表示されている部分はハイライト表示され、ミニマップの部分をクリックやドラッグするとメインエディタをスクロールすることもできる。
パネル、グループ、スクリーンモード
最大4つのファイルを同時に表示できるパネルや全画面表示と、1つのファイルのみが表示され、周りにメニューなどが表示されないデストラクションフリーモードを提供する。

### 特徴
行編集と複数選択編集
一度に行全体を選択したりテキストの複数の箇所にカーソルを配置したりすることができ、複数箇所の同時編集ができる。複数のカーソルはそれぞれが1つのときと同様に振る舞い、カーソルそれぞれの文字や行、単語、部分語（キャメルケースやハイフン、アンダーバーなど）単位の移動や、行頭や行末への移動などができ、マクロや正規表現を使わなくても繰り返し操作が可能。
オートコンプリート
使用する言語に応じて入力しているワードを補完する。また、使用者が作成した変数も補完する。
シンタックスハイライトとハイコントラスト表示
暗い背景は目の疲れを削減し、テキストのコントラストを高める効果がある。
エディタ内コードビルディング
この機能を使用すると、エディタから特定の言語のコードを実行でき、コマンドラインとエディタを行き来する手間が省ける。また、この機能はファイルを保存するたびに自動でコードをビルドする設定にもできる。
スニペット
頻繁に使用される部分を保存し、キーワードを当てる事ができる。使用者は必要なときにキーワードを打ち込みタブキーを押すことで、保存された部分を入力できる。
Goto anything
開いているファイルや最近使用したファイル、プロジェクトのファイルを切り替えたり、その中の一部に移動する機能。
その他の機能
Sublime Textにはこの他にも以下のような機能がある。
- 使用者が作業を失うことを防ぐための自動保存機能。
- メニューとツールバーの両方に設定できるカスタマイズ可能なキーバインディング。
- 入力した文字を検索するとき、別のダイアログボックスを開かずに素早く検索できる。
- マクロ。
- 最後の操作を繰り返す。
- インデントやインデント解除、項の再整形、行の結合など多くの編集コマンド。

### パッケージマネージャー
Sublime Textのサードパーティーのパッケージマネージャーである"Package Control"は、プラグインの検索、インストール、アップデート、削除を可能にする。自動アップデート機能により、GitHubやBitbucket、JSON形式のカスタムリポジトリからパッケージをダウンロードし、インストールされたプラグインを最新の状態に保つ。また、GitHubやBitbucketからGitやHgを使用してcloneされたパッケージの更新を行ったり、パッケージの有効無効を切り替えるコマンドを提供する。また、パッケージディレクトリを.sublime-packageファイルにバンドルする機能も含まれる。
特筆すべきサードパーティ製パッケージには以下のものがある。
- SublimeCodeIntel - 変数や定義の位置に移動できる。外部の関数のヒントを表示可能。[9]
- Sublime Goto Documentation - ハイライトした関数のドキュメントを開く。
- Bracket Highlighter - 基本的なハイライトを強化。
- Sublime dpaste - 選択したテキストをdpaste.comへ送信する。
- SublimeLinter - JavaScript、Perl、PHP、Python、Rubyなどの文法チェックを行う。
- Side Bar Enhancements - サイドバーにファイルを開く、削除、移動、作成、検索などの機能を追加。
- ColorSublime - 標準22のテーマをコミュニティーで提案された250を超えるカラースキームに拡張する[10]。
- WordPress - WordPressのオートコンプリート機能を追加。
- Git - Sublime TextにGit機能を統合。

## 歴史

### バージョン1
2008年1月18日にリリースされた。

### バージョン2
Sublime Text 2.0.2は2013年7月8日に公開された。初版からの変更により、macOSのRetinaディスプレイに対応、"Quick Skip Next"機能が追加された。

### バージョン3
バージョン3は2013年1月29日にベータ版となった。公開当初はSublime Text 2を購入したユーザーのみが利用可能だったが、2013年6月28日より一般ユーザーも利用可能となった。ただし、最新の開発版を利用するには登録コードが必要である。
Sublime Text 3で新たに追加された機能の代表例には識別子索引とペイン管理がある。識別子索引を使用すると、Sublime Textはファイルをスキャンし、プロジェクト内の定数や識別子に移動しやすくするための索引を作成する。ペイン管理機能では、使用者はホットキーを使用してペイン間を移動できるようになる。
Sublime Text 3は非常に安定しており、2016年3月22日現在、Package Controlを使用しているユーザーの約80％が利用している。

### バージョン4
バージョン4は2021年5月20日にリリースされた。ライセンス形態が大きく変更され、3年単位でのサブスクリプション方式へと、従来のバージョン単位での買い取り型から変更になった。